# Остромира Марія
Марі́я Лоза (в шлюбі Маковська; псевдонім Марія Остроми́ра; Лозак-Маковська Марія; 18 жовтня 1900, с. Підберізці, ґміна Чишкі, Львівський повіт, Королівство Галичини та Володимирії, Австро-Угорщина, нині Львівського району, Львівської області, України — 28 жовтня 1969, м. Ланкастер, Пенсільванія, США) — українська письменниця, авторка книги «Лемківщина у вогні» про національно-визвольну боротьбу УПА на Лемківщині.

## З біографії
Народилася 18 жовтня 1900 року в селі Підберізці поблизу Львова. Брат Лоза Михайло — громадський діяч, в своїй магістерській праці спростував поширене в тому часі твердження польських істориків, що гуцули не українці, а окреме плем'я. Закінчила Державну жіночу учительську семінарію у Львові (1919). 
У 1921 році одружилася з громадським діячем, військовим лікарем, санітарним хорунжим Ю. Маковським, що служив у фронтовій лічниці УГА. Мешкала у Жаб'ї та Яблуниці над Білим Черемошем. Під час другої світової війни — у Косові.
Після війни родина емігрує в США (1950 р.). Остромира брала дієву участь в Гуцульському товаристві імені Олекси Довбуша в Баффало.
Померла 28 жовтня 1969 року у Ланкастері (США).

## Творчість
Друкувалася у «Лемківських вістях», «Лемківському календарі» та інших виданнях. Зображувала визвольну боротьбу лемків.
В своїх творах зображала життя гуцулів у переломні часи, події, учасницею та свідком яких була.
Книжки видавалися у Австралії, Канаді, Південній Америці, США, ФРН, Австралії, Україні. Всі її твори — в тому числі роман «В досвітню годину» були видані в Буенос-Айресі у 1967—1971 роках, з них:
- Остромира Марія. «У досвітню годину» — Буенос-Айрес: Вид-во Ю. Середяка, 1969. — 263 с.
- Остромира Марія. «Лемківщина в огні. Повість». — Буенос-Айрес: Вид-во Ю. Середяка, 1971. — 264 с.
- Остромира М. «Подай керму. Історичне оповідання». — Філадельфія, 1952. — 111 с.
- Остромира М. «У вирій». — Львів, 1938. — 128 с.
- Остромира М. «У досвітню годину. Повість». — Буенос-Айрес: Вид-во Ю. Середяка, 1969. — 263 с.

1992 року вперше в Україні видано роман «Лемківщина у вогні», згодом у косівському видавництві «Писаний Камінь» її книжка «Над бистрим Черемошем».